# Operazione Ragnatela
L'operazione Ragnatela o Tela di ragno (in ucraino: Операція «Павутина», traslitterato: Operacija "Pavutyna") è stata un attacco segreto con droni condotto dai Servizi di sicurezza dell'Ucraina (SBU) nel cuore della Russia il 1º giugno 2025, durante la guerra russo-ucraina. Gli attacchi coordinati presero di mira le risorse dell'aviazione a lungo raggio dell'aeronautica militare russa in cinque basi aeree (Olen'ja, Djagilevo, Ivanovo, Belaja e Ukraïnka) utilizzando droni nascosti e lanciati da camion sul territorio russo.
Fu il più grande attacco di droni contro basi aeree russe fino a quel momento nella guerra, impiegando 117 droni che, secondo funzionari ucraini, danneggiarono oltre 40 velivoli. La Russia confermò che l'attacco ebbe luogo. L'operazione fu notevole per la sua portata geografica senza precedenti - che si estendeva su cinque oblast' e cinque fusi orari - in particolare l'attacco alla base aerea di Belaja nella Siberia orientale, dove i danni furono confermati a 4.300 km dall'Ucraina. Secondo un'analisi del Washington Post, almeno 13 aerei militari furono colpiti dall'attacco sulla base di immagini satellitari e video in due delle basi.

## Preparazione
Il presidente ucraino Volodymyr Zelens'kyj affermò che trascorsero 18 mesi e 9 giorni dall'inizio della pianificazione all'esecuzione dell'operazione. Fonti americane e ucraine dichiararono che gli Stati Uniti d'America non vennero informati in anticipo degli attacchi. Secondo fonti ucraine, il piano per l'operazione "estremamente complessa" venne implementato dal capo dell'SBU Vasyl' Maljuk e dal suo staff, e il progresso venne supervisionato personalmente da Zelens'kyj.
I droni, di fabbricazione ucraina, erano semplici quadricotteri di marca "Osa", ciascuno con un carico utile di poco più di 3,2 kg.